# Eucosma diakonoffi
Eucosma diakonoffi is een vlinder uit de familie bladrollers (Tortricidae). De wetenschappelijke naam is voor het eerst geldig gepubliceerd in 1984 door Gibeaux.
De soort komt voor in Europa.